# 最高です!スンシンちゃん
『最高です! スンシンちゃん』（さいこうです スンシンちゃん、原題：최고다 이순신）は、2013年にKBS2で放送された韓国の連続テレビドラマ。歌手IUのテレビドラマ初主演作である。IUとしては2011年に放送された学園ドラマ『ドリームハイ』での芸能高校生徒役以来のテレビドラマ出演作となった。IUの相手役はミュージカル出身の俳優チョ・ジョンソクが演じた。2013年3月9日から同年8月25日まで毎週土曜と日曜の午後7時55分から連続ドラマ放送枠KBS週末連続ドラマとして放送された。全50話。

## 制作
脚本はチョン・ユギョンが書き、ユン・ソンシクが演出した。チョン・ユギョンは2000年に放送された連続テレビドラマ『秘密』を初め『君はどの星から来たの』や『インスンはきれいだ』などの作品を書いた脚本家で、2009年の時点では「叙情性と純粋さを追求する作家」と評されていた。チョン・ユギョンとしては前作2010年放送の『結婚してください!?』と同じく韓国で最も人気のある連続ドラマ放送枠KBS週末連続ドラマの作品執筆となった。

## 放送・配信
2013年3月9日から同年8月25日まで毎週土曜と日曜の午後7時55分から全50回にわたって放送された。
ドラマ全編の動画がKBSの公式ウェブサイトで無料で公開されている。

## 評価

### 作品評
KBS週末連続ドラマ枠で放送され、最高視聴率30.8パーセントを記録した。しかしこの人気放送枠の固定ファンには不満の多い作品だった。視聴者が求める刺激に欠け、登場人物間の葛藤や緊張感が弱いとする不満が多かった。半面、優しく穏やかな登場人物が多く視聴者をほっとさせるような点は評価された。

### 出演者評
主演のIUについては俳優としての将来の可能性を見せたと評された。IUは、2013年12月31日に開催されたKBS主催のKBS演技大賞で本作『最高です! スンシンちゃん』と次の出演作『キレイな男』での演技が評価され、新人演技賞を受賞した。
助演者のなかではチョンウ の演技が評価された。チョンウは、主人公スンシンの長姉ヘシンに恋する製菓店の主人で前科のある男ソ・ジヌク役を演じて、IUと共にKBS演技大賞新人演技賞を受賞した。

### 原題についての論議
『最高です! スンシンちゃん』は原題を直訳すると「最高だ イ・スンシン」 なのだが、イ・スンシンが朝鮮史上有名な護国の英雄で100ウォン硬貨にも描かれている李舜臣とハングル表記・発音が同じであるため、放送開始とともに韓国内で論議を呼び、「李舜臣将軍に対する侮辱を中断せよ」などという抗議があった。

## 登場人物

### 主要人物
イ・スンシン
演 - IU
イ家の三女。養女。本人は養女であることを知らない。大女優ソン・ミリョンが産んだ娘。ミリョンとは互いに親子と知らずに出会う。護国の英雄である李舜臣とハングル表記・発音が同じなので、よくからかわれる。
シン・ジュノ
演 - チョ・ジョンソク
大手芸能事務所社長。事務所にはソン・ミリョンも所属している。
ソン・ミリョン
演 - イ・ミスク
大女優。本名はキョンスク（キョンスギ）。
パク・チャヌ
演 - コ・ジュウォン
形成外科医。スンシンの親友チャンミの兄。ジュノの父が院長を務めるDR形成外科医院 に勤めている。

### スンシンの関連人物
キム・ジョンエ
演 - コ・ドゥシム
スンシンの母。
イ・チャンフン
演 - チョン・ドンファン
スンシンの父。
イ・ユシン
演 - ユ・インナ
スンシンの姉。次女。きれいで酒豪と言われている。
イ・ヘシン
演 - ソン・テヨン
スンシンの姉。長女。美人で優秀と言われている。夫と別れて小学1年生の娘と暮らす。
ハン・ウジュ
演 - キム・ファニ
ヘシンの娘。小学1年生。
シム・マクレ
演 - キム・ヨンリム
イ・チャンフンの母。ジョンエの義母。3姉妹の祖母。未亡人。

### ジュノの関連人物
シン・ドンヒョク
演 - キム・ガプス
ジュノの父。形成外科医院長。
ユン・スジョン
演 - イ・ウンギョン
ジュノの母。ミリョンの友人。
シン・イジョン
演 - ペ・グリン
ジュノの妹。留学先から帰国する。
キム・ヨンフン
演 - イ・ジフン
ジュノの友人。ジュノの芸能事務所1階にあるレストランの店長。
チョ・インソン
演 - イ・ジフン
ジュノの秘書。

### ミリョンの関連人物
チェ・ヨナ
演 - キム・ユンソ
女優。トップスターと言われている。ミリョンを尊敬して、親しく接している。
ファン・イルド
演 - ユン・ダフン
ミリョンのマネージャー。ミリョンの過去を知っている。

### チャヌの関連人物
チャン・ギルジャ
演 - キム・ドンジュ
チャヌの母。夫と経営するチキン店で働いている。スンシンの母ジョンエの親友。
パク・ボクマン
演 - ソン・ミニョン
チャヌの父。妻と経営するチキン店で働いている。
パク・チャンミ
演 - イ・スルビ（カウォン）
チャヌの妹。スンシンの親友。スタイリスト。

### その他の人物
ソ・ジヌク
演 - チョンウ
経営している 製菓店で働いている。前科がある。ヘシンと知り合う。
コ・ジェボム
演 - カンサン
ジヌクの製菓店の従業員。
ハン
ヘシンの夫。ファンドマネージャー。
偽のシン・ジュノ
演 - キム・グァンギュ
詐欺犯。

## あらすじ
求職中のスンシンは就職のための面接を受けるが、これといった学歴も資格もないスンシンは面接官たちに相手もされない。スンシンは帰りがけの大通りで目に入った「護国の英雄」李舜臣（イ・スンシン）像を見上げてため息をつく。スンシンは家の近くで除隊して帰って来たチャヌと再会する。スンシンはチャヌに淡い恋心を抱いているが、チャヌはスンシンの姉のユシンを気にしている様子だ。二人の姉ヘシンとユシンはスンシンと違って美人で優秀と言われている。
スンシンはアルバイト初日に大女優ソン・ミリョンの出版記念パーティーで大失敗をする。パーティーに出席しているミリョンの所属事務所社長のシン・ジュノにぶつかってジュノと共に倒れ、ジュノの服に配膳中の食べ物をかけてしまう。ジュノは以前付き合っていて今はトップスターになったチェ・ヨナとの再会を台無しにされ激怒する。スンシンはただちにクビになる。夫の勤務先の香港に住んでいた上の姉ヘシンが、幼い娘のウジュを連れてひさしぶりに実家に戻って来る。夫が韓国勤務になるので一足早く帰国したという。ヘシン親子を迎えた家族たちは、その日がスンシンの誕生日であることをすっかり忘れている。スンシンは通りで芸能事務所社長シン・ジュノを名乗る中年の男にスカウトされていた。スンシンが家族たちの前でスカウトされた話をすると、ふだんおだやかな父が強い調子で芸能界を目指すことに反対する。しかし若いころ女優に憧れていた母は、シン・ジュノを名乗る男に会うために黙ってスンシンを連れ出す。
芸能事務所社長シン・ジュノを名乗る男にスンシンと母が会う。スンシンと母は芸能事務所との契約の好条件に喜んだのもつかの間、詐欺だったことがわかる。スンシンは隠そうとするが、ほどなくして詐欺にあったことが家族に知られる。スンシンをなぐさめようとする父チャンフンは、近くに引越して来ていて最近再会した同郷の女優ミリョンに呼ばれて会ったあとに交通事故死する。事故死の間接的な原因となったミリョンはかかわりをさけるようにマネージャーに連れられて現場を離れる。ミリョンは20年以上前にひそかに産んだ娘をチャンフンにまかせてその名前も行き先も知らないままでいた。
ミリョンが所属している芸能事務所社長のジュノが以前恋人としてつきあっていて今は人気女優になっているヨナに自分の事務所との契約を提案すると、ヨナは道端にいる平凡な少女を指して、その少女をスターに出来るなら契約すると応じる。始めはその気がなかったジュノはヨナにかさねて自尊心を傷つけられたため、その少女スンシンを俳優に育てて自分の手腕をヨナに見せようとする。スンシンは偽のシン・ジュノにだまされて詐欺にあっている上に、アルバイト中の失敗や詐欺犯追走中での悪縁の相手であるジュノを信じようとしなかったが、誤解だと分かり借金返済のためもあって契約に応じる。ジュノは事務所所属のミリョンにスンシンの演技指導を頼む。
夫の死後、遺品の赤いマフラーと写真を見て亡夫を疑い始めたジョンエは、停留場に捨てられていたと夫から聞いて娘として育てたスンシンが夫の初恋相手キョンスギの子だったと知り、さらにキョンスギが女優のミリョンであることを知って、スンシンは夫がミリョンと浮気して出来た子かと考え、長年だまされたことにいきどおり、人が変わったように不機嫌になり、スンシンがミリョンの指導を受けていることを知るとスンシンを家から放り出し、練習場で寝泊まりしたスンシンが家に戻って来ても歓迎しない。
スンシンがチャンフンの娘であることをマネージャーから聞いたミリョンはそれまで意欲的に指導していたスンシンに対して冷淡になり、指導をやめる。ジュノとミリョンの賭けの対象だったことをミリョンから知らされたスンシンは、演技の練習をする日々に喜びを感じ、出演するミュージックビデオの撮影が始まったところだったが、芸能活動をやめてしまう。スンシンが自分の娘だと知ったミリョンはショックを受ける。ミリョンの過去に関する噂が再燃すると、ミリョンは先手を打つために記者会見をして娘がいることを発表する。母が実母ではなく、実母はミリョンでしかも亡父との浮気で出来た子とされたスンシンは、和解した育ての母ジョンエとのきずなを深める一方、実母として接して来るミリョンとの関係を断とうとするが、ミリョンの娘だと世間に明らかにされ、チャンフンの娘ではないとミリョンから知らされてミリョンの家で暮らすようになる。スンシンはジュノのもとで俳優をめざし、連続テレビドラマ「ラブ・イン・レシピ」の脇役のオーディションに受かり、テレビ放送される。
当初からミリョンを追及していたパク記者が記事を発表し、スンシンの父がミリョンを助けようとしてひき逃げ事故にあい、ミリョンはその場から逃げたことが報道されると、ミリョンは一時行方不明になる。会いに来たスンシンに逃げるなと言われたミリョンは記者会見をして過去を明らかにし、地方に引越し、引退生活を送る。スンシンの舞台を見に来たミリョンは帰り際にスンシンから「ありがとう、ママ」と声をかけられるが、そのまま帰る。スンシンの映画初出演作の撮影が始まり、ジュノはスンシンにプロポーズする用意をする。